# 海港高速公路站
海港高速公路站（英語：Harbor Freeway station）为绿线和银线的换乘站，是公交枢纽的一部分，在105号州际公路和110号州际公路的交界处。

## 公交换乘
地面一层公交岛式站台：
- 洛杉矶快速公交银线
- Metro Express：450X（仅在工作日早晚高峰提供服务）、550（仅在工作日早晚高峰提供服务）
- LADOT Commuter Express：448（仅在工作日早晚高峰提供服务）
- Orange County Transportation Authority: 721（仅在工作日早晚高峰提供服务）
- Gardena Transit: 1X

站外转乘：
- Metro Local: 45, 81, 120
- Metro Rapid: 745
- Torrance Transit: 1, 2

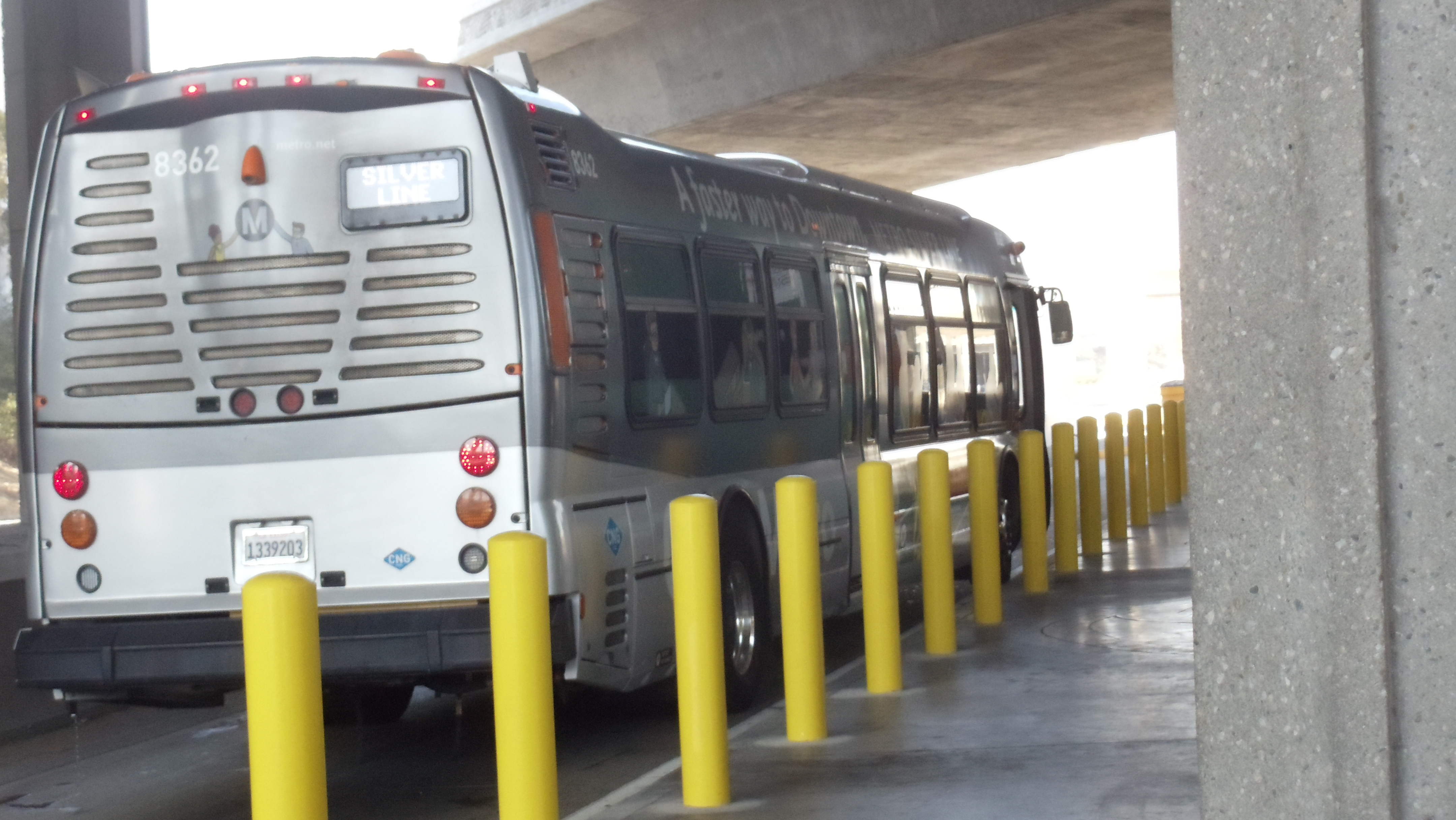
一辆开往海港海关运输中心的银线车辆
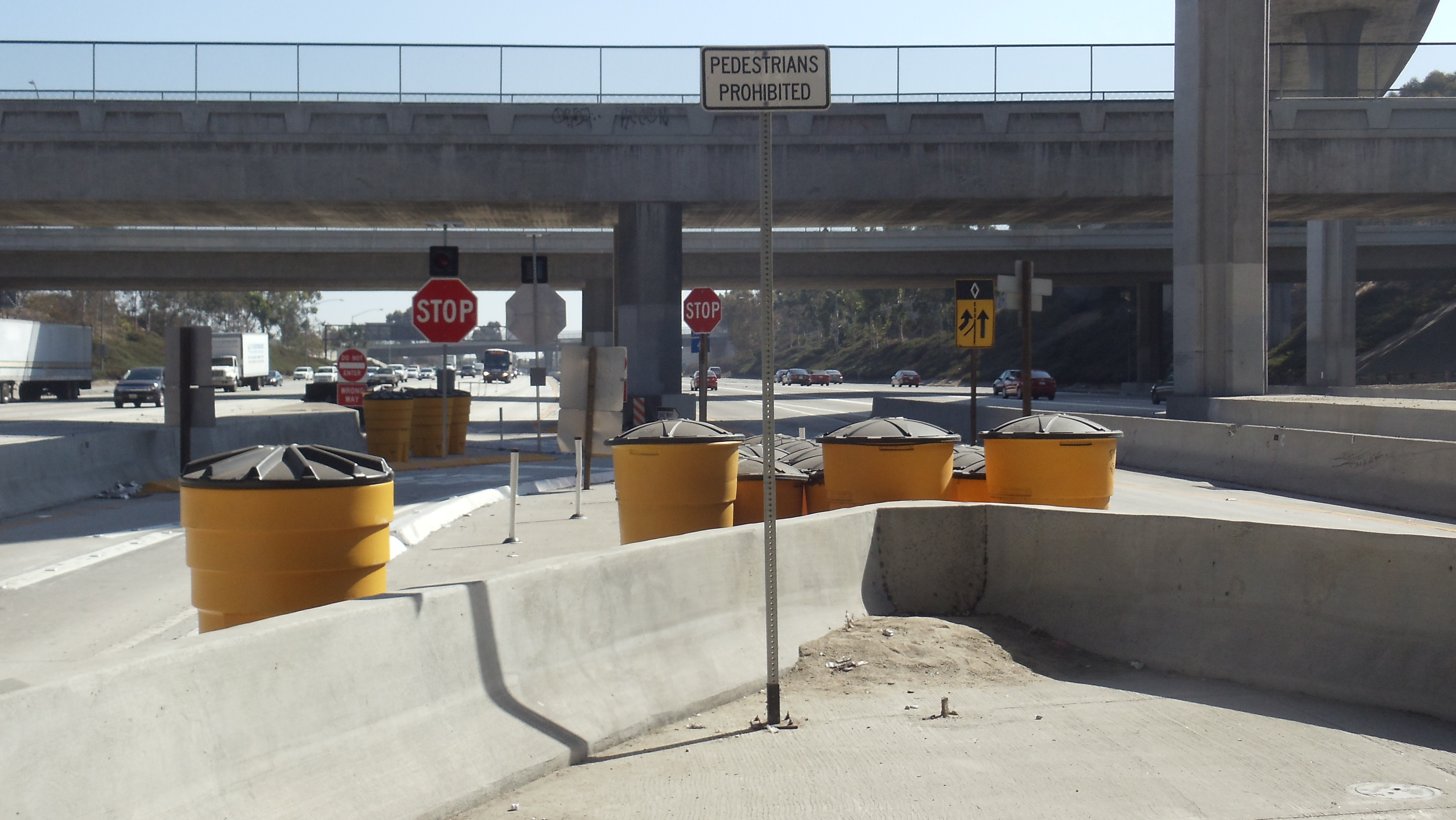
交叉口，通过这里变成靠右行驶进入站台
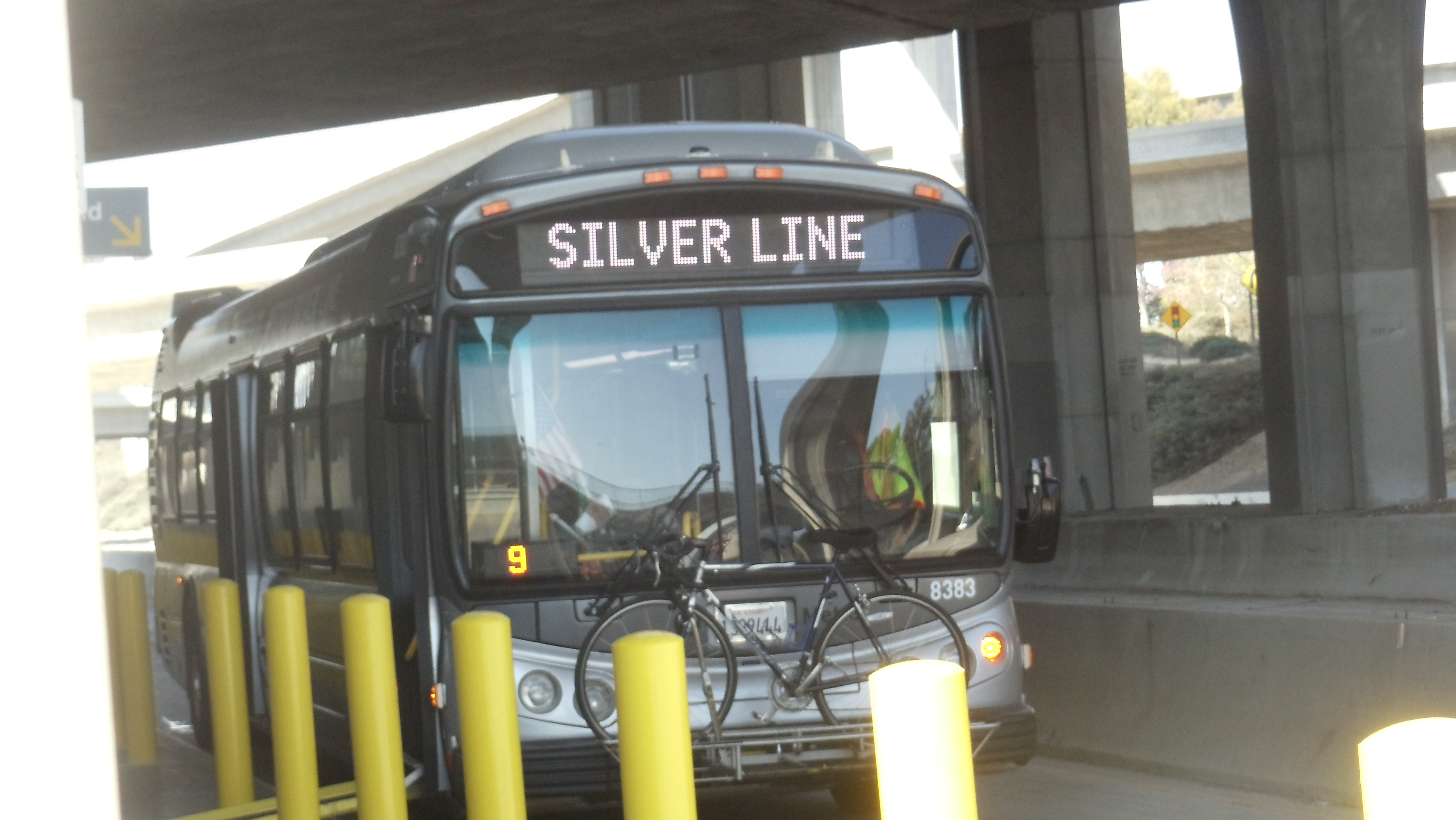
使用北美巴士45型号的银线车辆